# فرانسوا حاجی لازارو
فرانسوا حاجی لازارو (انگلیسی: François Hadji-Lazaro؛ زادهٔ ۲۲ ژوئن ۱۹۵۶) بازیگر اهل فرانسه است.
از فیلم‌ها یا برنامه‌های تلویزیونی که وی در آن نقش داشته‌است می‌توان به دالتون‌ها، بینوایان، شهر کودکان گمشده و برادری گرگ اشاره کرد.